# 安田良治
法比奥·良治·安田（葡萄牙語：Fábio Riodi Yassuda，1922年8月30日—2011年6月29日），和名安田良治（／ Yasuda Ryōji），巴西日本裔政治人物、農業家及企業家，也是該國史上首位入閣擔任部長的日裔人士。
安田為聖保羅州出生的第二代日裔，接受大學教育後投入職場，曾於農務組織及地方政府機構工作，1969年進入巴西總統奧米利奧·梅迪西的政權內，接下工商部（今發展工業外貿部）部長職位。除了從政之外，安田也是民間產業界的活躍人士，參與過數次巴日兩國間的產業、文化等交流活動，並曾因農業方面的貢獻而獲巴西政府贈勳。

## 生平

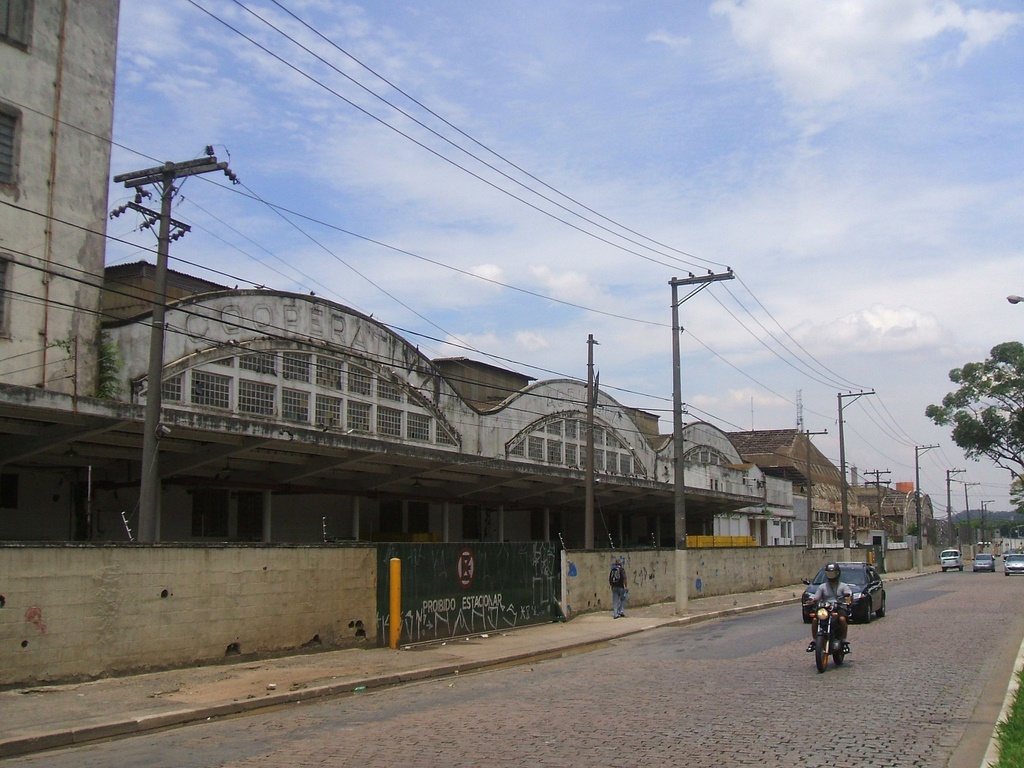
安田良治曾於聖保羅州的科蒂亞農業合作社擔任多年幹部，從事日裔移民的接納和農業指導工作。圖為該農業合作社的舊倉庫。

安田良治於1922年8月20日誕生在聖保羅市區附近的平達莫尼揚加巴，父親是原籍日本鹿兒島縣肝屬郡、1906年移民里約熱內盧的安田良一，母親安田靜香則是出身自福岡縣嘉穗郡的日裔。安田於鄉間學校接受教育，並對農業產生興趣，後於1939年入讀皮拉西卡巴的聖保羅大學農學院，但在1940年中輟。第二次世界大戰結束後的1948年，他加入聖州科蒂亞農業合作社，自1955年起歷任該社理事、專務理事、副主席、主席，從事日裔移民的接納和農業指導工作，也曾任巴西日本文化協會評議員等職。巴西政府為了嘉獎其對國家農產所作的貢獻，而頒贈農業功績勳章（Medalha do mérito agrícola）給他。
1969年4月，安田受聖保羅市長保羅·馬魯夫所託、接掌該市的糧食配給處——供應局（Secretaria de Abastecimento），經巴西國家情報局提名後上任局長，並在同年出任大阪世界博覽會巴西代表、赴日視察巴西館施工。當巴西陸軍上將梅迪西在10月就職軍政府的新總統、物色閣員之時，原先欽定安田為農業部長候補人選，後改任命他出掌工商部。安田於10月30日正式就任，成為巴西聯邦政府首位日裔部長，但他在任內與財政部長安東尼奧·德爾芬·內托因巴西咖啡協會的管理問題產生對立，而梅迪西總統在此事上聽從內托財長的建議，還駁回安田推薦的咖啡協會會長人選，使他決定辭官求去，在1970年2月23日卸任。
安田良治離開政府後，仍活躍於民間企業，不僅擔任聖保羅沿海區鄉鎮協會（Associação Rural do Litoral Paulista）副會長、聖保羅鄉鎮協會（Associação Rural de São Paulo）副會長及創會成員、全國供糧機構——巴西供應中心顧問，並透過巴西－日本經濟合作委員會（Comitê de Cooperação Econômica Brasil - Japão）等組織推動經濟交流。2011年6月29日，安田因罹患器官衰竭而病逝於聖保羅大學醫學院心臟研究所，享壽88歲。他的出生地——平達莫尼揚加巴的市議會召開通宵會議，於翌日決定在市內的墓園替安田舉辦喪葬儀式。

## 家族
安田良治在家中排行老三，兩位姐姐分別名作安田一枝和安田二枝，其下尚有三位弟弟，大弟安田良明（Eduardo Riomei Yassuda）曾任聖保羅州政府公共工程廳長（Secretário dos Serviçose Obras Públicas），二弟安田靜雄（Nélson Shiduho Yassuda）以行醫為業，么弟安田幸男（Renato Yassuda）則為聖保羅大學牙醫教授。安田後來娶巴西女子為妻，婚後育有兩個女兒。